# Ordem do Mérito Indochinês
A Ordem do Mérito Indochinês (em francês:  Ordre du Mérite indochinois) foi uma condecoração regional da França concedida pelo Governador-Geral da Indochina à população local da Indochina Francesa. 

## História
Estabelecida em 30 de abril de 1900 pelo Governador-Geral da Indochina Francesa, Paul Doumer, a ordem era para recompensar a população local da Indochina por serviços à agricultura, comércio, indústria e arte. Este prêmio não tinha status como um prêmio colonial francês oficial, mas era um prêmio local apenas para a população do Laos, Camboja, Tonquim, Cochin China e Annam.  Governado por um Conselho de Ordem, era dividido em três classes com limite no número de membros para cada classe. A 3ª classe foi limitada a 500 membros. A 2ª classe era limitada a 100 membros. A 1ª classe foi limitada a 15 membros.

## Características
O distintivo da ordem é uma estrela de seis pontas com ponta esférica e lados côncavos. No centro da estrela há um medalhão com borda redonda. No centro do medalhão está a inscrição na escrita ideográfica anamense "Vale a pena desenvolver o conhecimento" (彰美, escrito da direita para a esquerda). Na borda está a inscrição INDOCHINE FRANCAISE (Indochina Francesa). Presos à bola do braço mais alto da estrela estão dois ramos de louro, que funcionam como um anel para prender a estrela à sua fita. A fita da ordem é de seda moiré amarela. A Ordem foi apresentada no 1º grau em ouro, 2º grau em prata e 3º grau em bronze.